# Edsstav

Edsstav

Edsstaven är en symbol föreställande en stav med en "till edgång lyft hand". Edstaven är inom heraldiken en vanlig symbol för rättsskipning.
En edsstav (franska: main de justice) ingick i Frankrikes riksregalier och symboliserade monarkens domsrätt. De tre öppna fingrarna visade att handen samtidigt "slår, smeker och välsignar". Skölden i det franska riksvapnet var tidvis lagd över en edsstav korsat med en spira. Edsstaven förekommer på samma sätt i Belgiens riksvapen och i det före detta kejsardömet Brasiliens vapen.
I Sverige ingår edsstaven i vapnet för Åklagarmyndigheten, Ekobrottsmyndigheten och notarius publicus.

## Bilder

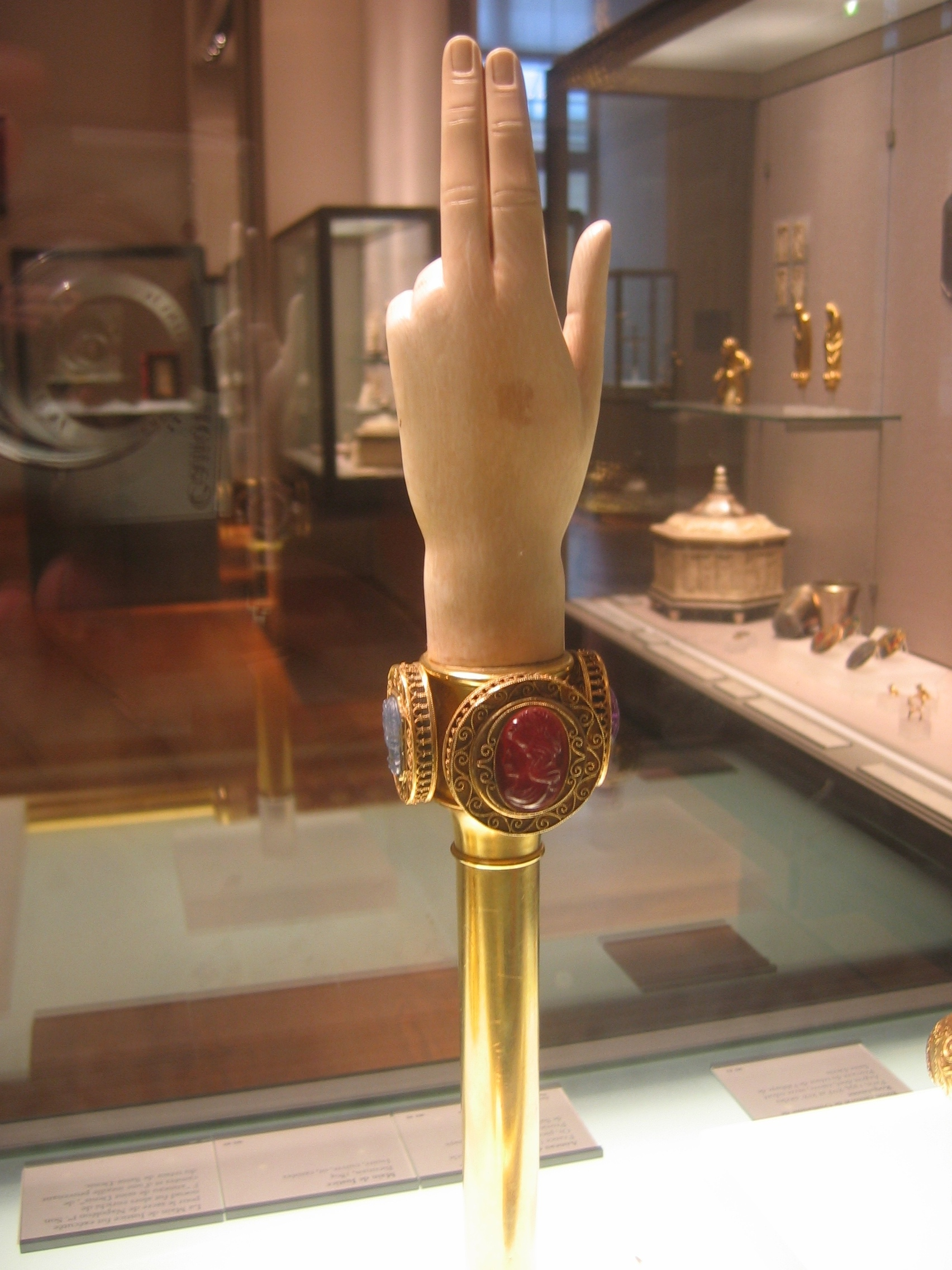
Napoleons edsstav. Nu utställd på Louvren.
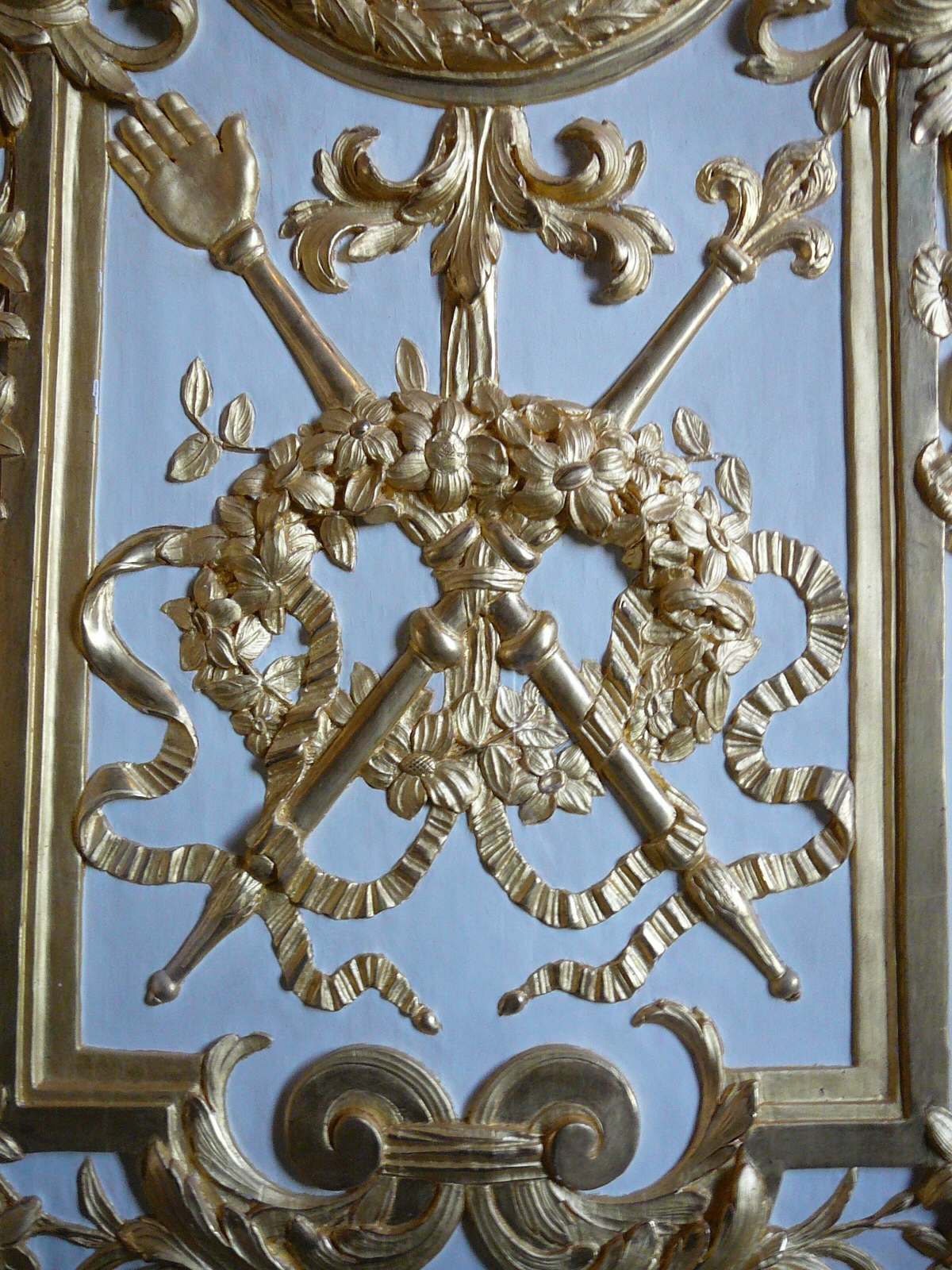
Dekorativ edsstav på slottet i Versailles.
Belgiens riksvapen med edsstav.
Svenska Åklagarmyndighetens vapen. Tidigare vapen för Riksåklagaren.